# Körmöczy Zsuzsa

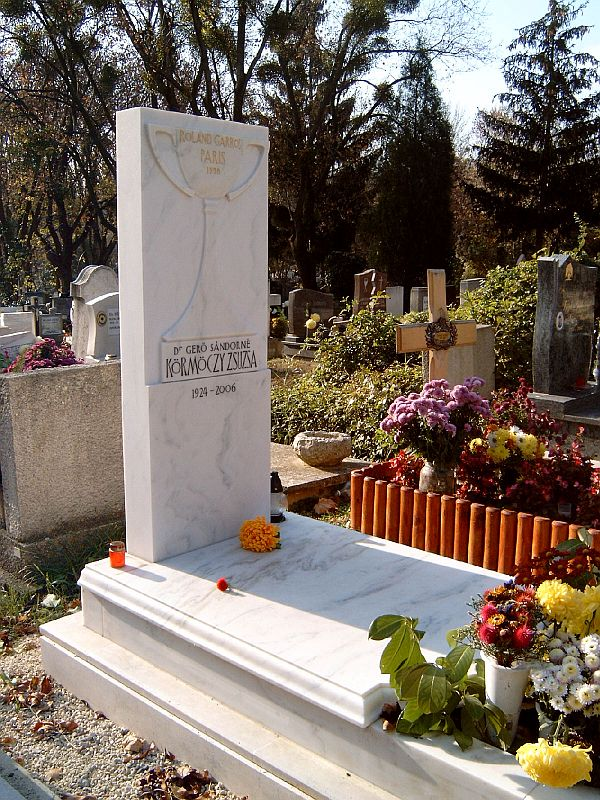
Körmöczy sírja a Farkasréti temetőben. Czinder Antal alkotása

Körmöczy Zsuzsa, férjezett nevén Gerő Sándorné (Budapest, 1924. augusztus 25. – Budapest, 2006. szeptember 16.) minden idők legsikeresebb magyar teniszezőnője volt.

## Pályafutása
Körmöczy Zsuzsa kilencéves korában kezdte a teniszezést és a következő évtizedekben több magyar klub (ÚTE, BBTE, BEAC, Vasas) versenyzője volt. 1934-1942 között a Budapesti Erzsébet Nőiskola (a mai Teleki Blanka Gimnázium jogelődje) tanulója volt Székely-Körmöczy Zsuzsanna néven, 1936-ban nyerte (az iskola tanulójaként) az első bajnokságát, a III. osztályú magyar bajnokságot. Az I. osztályban első magyar nemzetközi bajnokságát 1940-ben, 16 éves korában nyerte. Összesen tizenkilencszer lett magyar bajnok, hatszor nyert egyéniben, 13-szor páros és vegyes páros bajnokságot. Ötszörös főiskolai világbajnok.
1947-ben a Roland Garroson vegyes párosban harmadik helyezést ért el. Ezt az eredményét 1956-ban egyéniben is megismételte.
1958 volt a legsikeresebb éve. Kilenc nemzetközi tornájából nyolcat megnyert, köztük a Roland Garrost, 6:4, 1:6, 6:2 arányban legyőzve a brit Shirley Bloomert, és ezzel megszerezve a magyar teniszezőnők első és máig egyetlen Grand Slam-trófeáját. Ugyanebben az évben Wimbledonban elődöntős volt. A női tenisz világranglistáján a második helyre került, és egy évtizeden át szerepelt a legjobb tíz között.
1959-ben ismét döntős volt a Roland Garroson, de 6:4, 7:5 arányban vereséget szenvedett a brit Christine Trumantől. 1960-ban győzött az olasz és a francia nemzetközi bajnokságban. Hatszor nyerte meg a monte-carlói nemzetközi versenyt.
Körmöczyt 1958-ban és 1960-ban a Magyar Testnevelési és Sport Tanács (MTST) tagjának nevezték ki. 1963 decemberétől a Magyar Testnevelési és Sportszövetség országos tanácsának tagja lett.
1964-ben hagyta abba a versenyzést, ezután hat évig a magyar női teniszválogatott szövetségi kapitánya volt, majd 1985-ig a Testnevelési Főiskola nemzetközi osztályát vezette. 1985-ben elvállalta a Vasas tenisz szakosztályának vezetését, tisztségeit a klubnál 2004 májusáig viselte, amikor lemondott, mert nem értett egyet a klubvezetés elképzeléseivel.

## Díjai
- Magyar Köztársasági Sportérdemérem ezüst fokozat (1949)[13]
- Magyar Népköztársasági Sportérdemérem ezüst fokozat (1951)[14]
- A Magyar Népköztársaság kiváló sportolója (1951)[15]
- Az év magyar női sportolója (1958)[16]
- 1994-ben a Magyar Köztársasági Érdemrend középkeresztje polgári tagozatát kapta.[7]
- 2003-ban a Magyar Olimpiai Bizottság díját kapta[17]
- 2005-ben életműdíjat kapott a Nemzeti Sportszövetségtől.
- 2006. január 21-én vette át a Magyar Tenisz Szövetség először megítélt életműdíját.

## Művei
- A tenisz varázsa; Sport–Medicina, Bp., 1961
- Peterdi Pál–Vad Dezső: Hetedhétországon... Válogatott labdarúgóink Egyiptomban / Körmöczi Zsuzsa és Rózsavölgyi István Amerikában / Birkózó-válogatottunk Japánban; Körmöczi Zsuzsa, Matura Mihály, Rózsavölgyi István feljegyzései alapján; Sport–Medicina, Bp., 1962 (Népsport kiskönyvtár)
- A tenisz varázsa / Párizs királynőjének titkai. Körmöczi Zsuzsa élete; szerk. Gyenes András; Lukácsné Körmöczi Zsuzsa, Bp., 2008

## Emlékezete
- 2010 óta a Vasas Pasaréti úti teniszcentrumát Körmöczy Zsuzsa Teniszcentrumnak hívják.[18]
- 2007 óta a legjobb magyar 16 éves versenyző kapja a Körmöczy Zsuzsa-vándordíjat, annak emlékére, hogy éppen 16. születésnapján 1940. augusztus 26-án nyerte meg első női egyes magyar bajnokságát.[19]
- Nevét viseli a Vasas SC teniszakadémiája[8]
- 2010 óta emlékmű áll a Vasas Pasaréti úti sportcentruma mellett (Simorka Sándor alkotása)[20]
- 2012-ben nemzetközi szenior Körmöczy Zsuzsa emlékversenyt rendeztek.[21]
- 2014-ben Körmöczy Zsuzsa emlékversenyt rendeztek az utánpótlás számára[22]
- 2015-ben Budapest II. kerületi Önkormányzata a kerület posztumusz díszpolgárává választotta.[23]
- 2017-ben a Pasaréten utcát neveztek el róla.[24]